# Chris Ayer
Christopher Ayer, detto Chris (Tucson, 24 ottobre 1983), è un ex cestista statunitense naturalizzato britannico, professionista nella D-League e in Asia.